# Đền Vân Thị

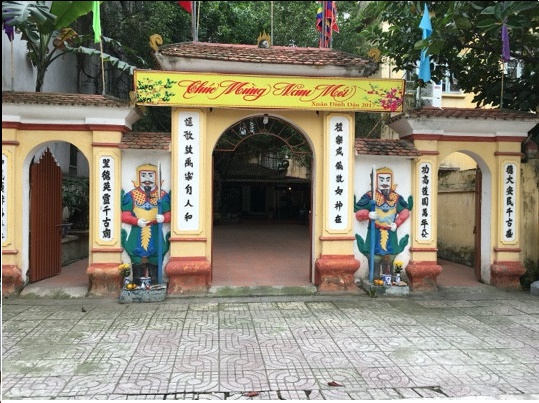
Cổng đền Vân Thị, nơi thờ bà chúa chèo Phạm Thị Trân

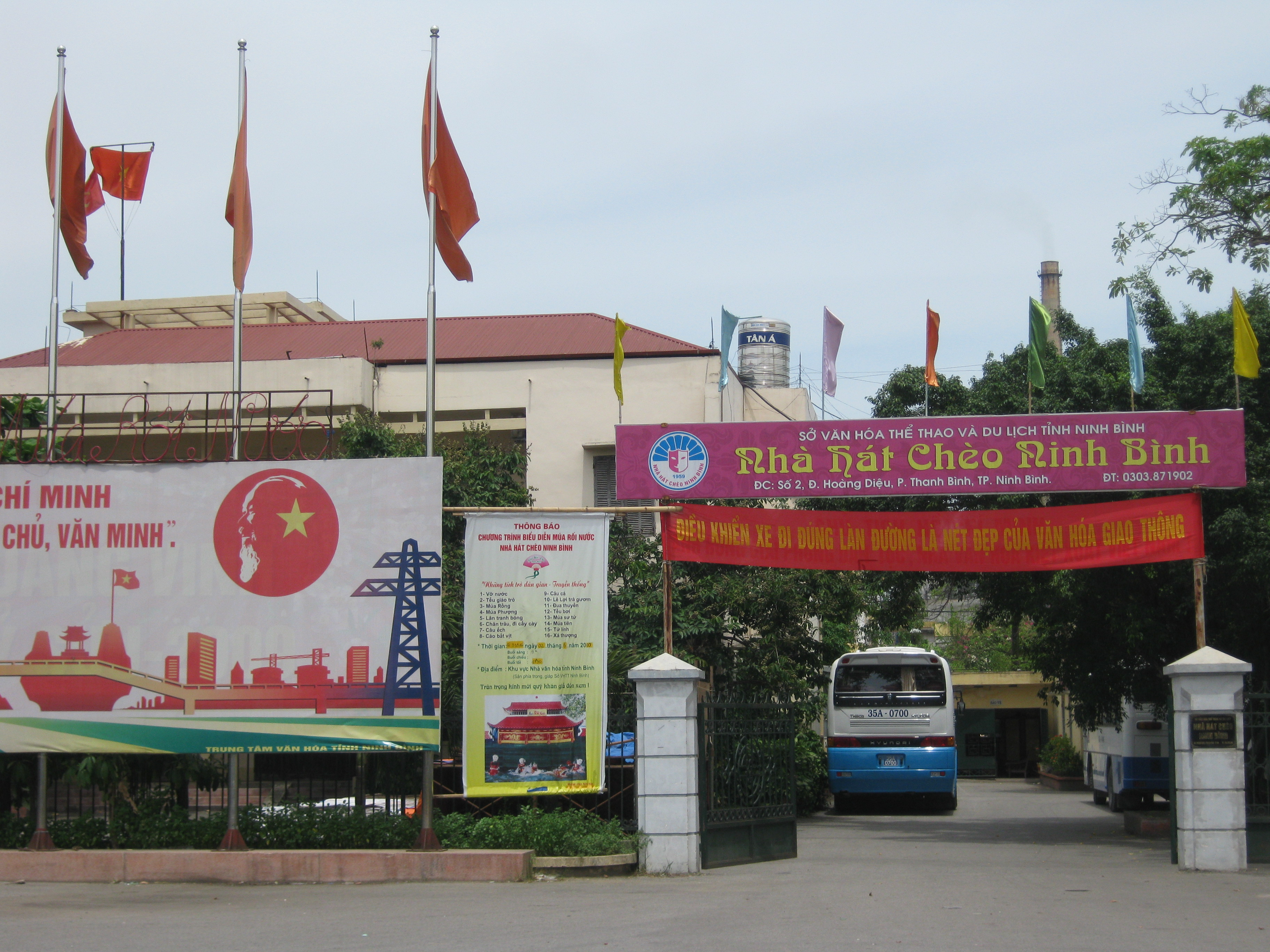
Đường vào đền Vân Thị đi qua Nhà hát Chèo Ninh Bình

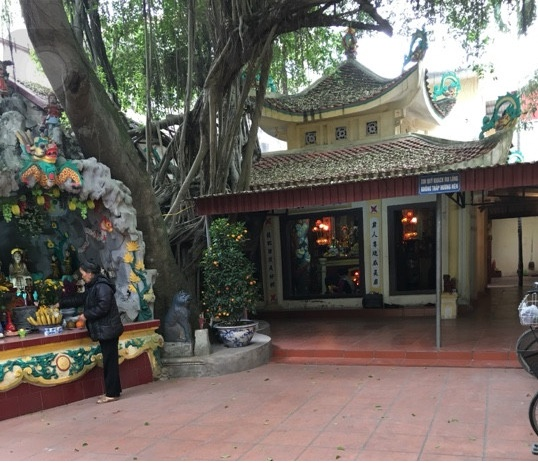
Đền Vân Thị, nơi thờ bà tổ hát chèo Phạm Thị Trân

Đền Vân Thị là một di tích lịch sử văn hóa thuộc phường Thanh Bình, thành phố Hoa Lư. Đền thờ bà tổ hát chèo Phạm Thị Trân, là danh nhân tiêu biểu từ thời nhà Đinh thế kỷ X. Đền nằm trên cùng tổ hợp khu đất với Nhà văn hóa Ninh Bình và Nhà hát Chèo Ninh Bình.

## Bà tổ sân khấu chèo
Bà Phạm Thị Trân (926-976) (hiệu là Huyền Nữ, tức người nữ huyền diệu), là một nữ nghệ sĩ thời nhà Đinh của Việt Nam, bà được người Việt tôn là bà tổ của nghệ thuật hát chèo, đồng thời cũng là vị tổ nghề đầu tiên của ngành sân khấu Việt Nam. Bà cũng là người phụ nữ đầu tiên được phong làm quan trong thời đại phong kiến ở Việt Nam. Với những đóng góp đặc biệt trong lịch sử dân tộc, Bà Phạm Thị Trân được đưa vào danh sách những phụ nữ Việt Nam huyền thoại được thế giới tuyển chọn là “Những hình tượng phụ nữ nổi tiếng nhất của nhân loại từ thời tiền sử đến nay”.
Sự nghiệp của bà được phát triển và biết đến kể từ khi được một viên quan tiến cử vào kinh đô Hoa Lư để tham gia múa hát, truyền dạy cho cung nữ và binh lính của triều đình. Theo Hý phường phả lục của Trạng nguyên Lương Thế Vinh (1441-1496), Khoảng niên hiệu Thái Bình (970-979), khi biết tin vua Đinh Tiên Hoàng ban chiếu lệnh tìm người giỏi ca múa, viên quan trấn giữ địa phương Hồng Châu đã tiến cử Phạm Thị Trân với triều đình Hoa Lư. Bà được vua Đinh phong chức Ưu bà, chuyên dạy múa hát trong quân ngũ:
Cách rước trống chèo thời nhà Đinh của bà Phạm Thị Trân có sức cổ vũ lớn đối với tinh thần chiến đấu của quân sĩ. Nghệ thuật hát chèo bắt đầu hình thành từ thời đó. Cũng vì lẽ đó, cả vùng quê rộng lớn phía Bắc Việt Nam rất phát triển về hát chèo. Đặc biệt, cùng với việc kết hợp chủ trương của vua Đinh, bà Phạm Thị Trân đã sáng tạo ra phép đánh trống rất hào hùng, mạnh mẽ vừa dùng khi biểu diễn, vừa dùng trong chiến trận mà đến nay vẫn còn lưu truyền. Khi bà mất, nhân dân đã tôn bà là Bà tổ hát chèo. Trong các nhà thờ, chùa của các làng bài vị thờ bà thường đặt chính giữa. Tại Ninh Bình, Bà Phạm Thị Trân được thờ ở 2 di tích là Phủ Chợ thuộc Quần thể di tích Cố đô Hoa Lư và đền Vân Thị bên cạnh nhà hát Chèo Ninh Bình.

## Kiến trúc
Ở Ninh Bình hiện còn 2 di tích thờ bà Phạm Thị Trân là Phủ Chợ ở xã Trường Yên, thuộc di tích cố đô Hoa Lư thờ vị quan phụ trách ca hát Ngũ Lầu Đại Vương và bà Phạm Thị Trân. Di tích chính thờ bà Phạm Thị Trân là đền Vân Thị nằm ở trung tâm thành phố Hoa Lư.
Đền Vân Thị được xây dựng trên diện tích 350 m2, tương truyền có từ thời Lý Thái Tông trị vì, trải qua thời gian đã bị xuống cấp. Từ năm 1992 đến năm 1996 đền được trùng tu tôn tạo lại. Ngày 21 tháng 12 năm 2012 đền được công nhận là di tích lịch sử văn hóa.
Trong đền thờ, Tượng bà Phạm Thị Trân được đặt chính giữa, ngoài ra còn có bài vị thờ các nhân vật lịch sử thời Đinh khác cũng liên quan đến các lĩnh vực nghệ thuật sân khấu.
Để tưởng nhớ những đóng góp của bà Phạm Thị Trân cho nghệ thuật hát chèo, những người hoạt động trong ngành sân khấu Chèo Việt Nam và các chiếu Chèo, làng Chèo cổ đều tổ chức: "Lễ giỗ Bà tổ của nghề hát chèo" hàng năm vào ngày 12 tháng 8 âm lịch. Từ năm 2011, Nhà nước Việt Nam đã lấy ngày 12 tháng 8 (âm lịch) hằng năm là “Ngày Sân khấu Việt Nam”.. Hàng năm cũng vào dịp này, tại di tích đền Vân Thị, người dân Ninh Bình cùng với các nghệ sĩ nhà hát Chèo Ninh Bình lại tổ chức lễ hội tôn vinh bà tổ sân khấu chèo theo nghi thức truyền thống.